# Sao siêu khổng lồ xanh

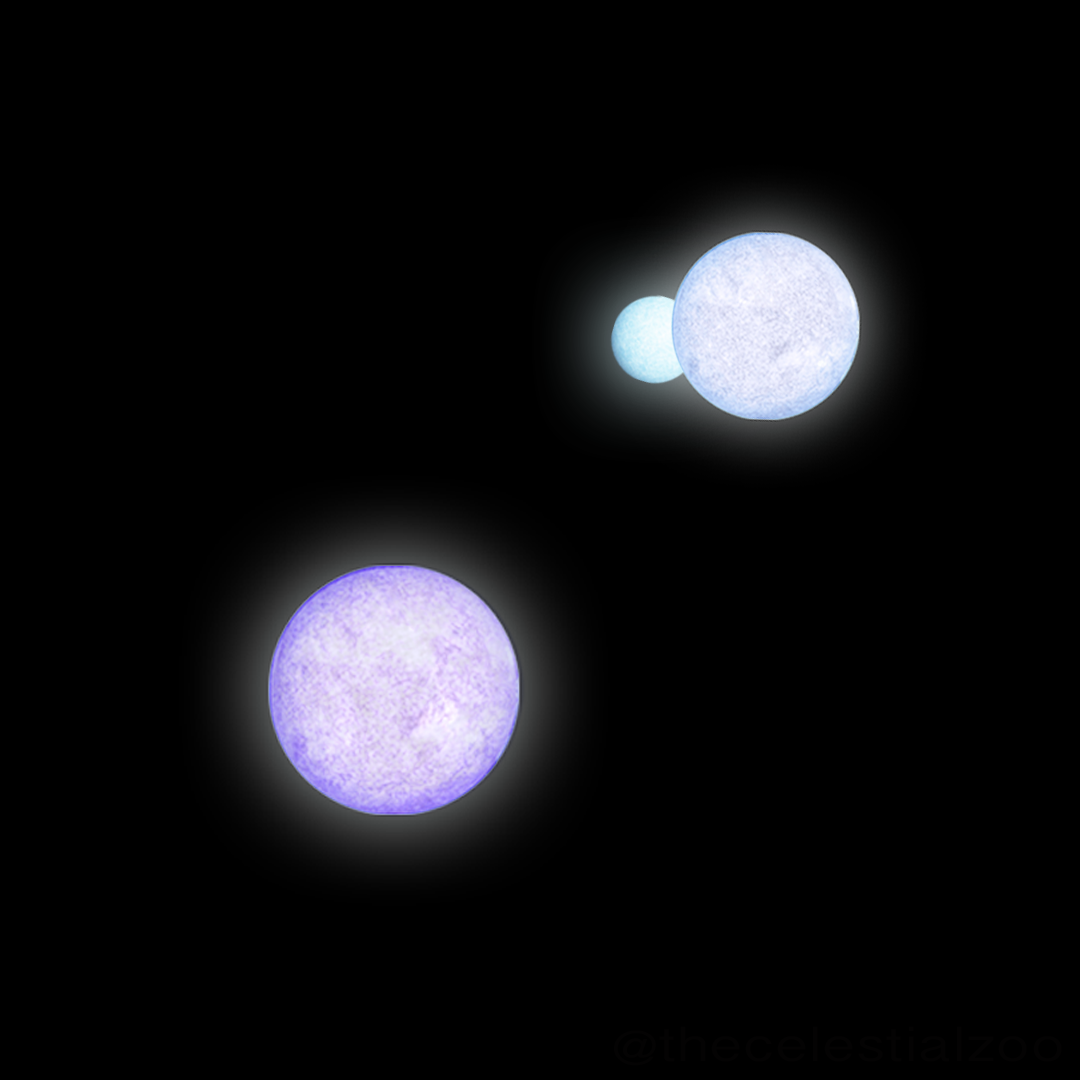
Alnitak trong chòm sao Lạp Hộ.

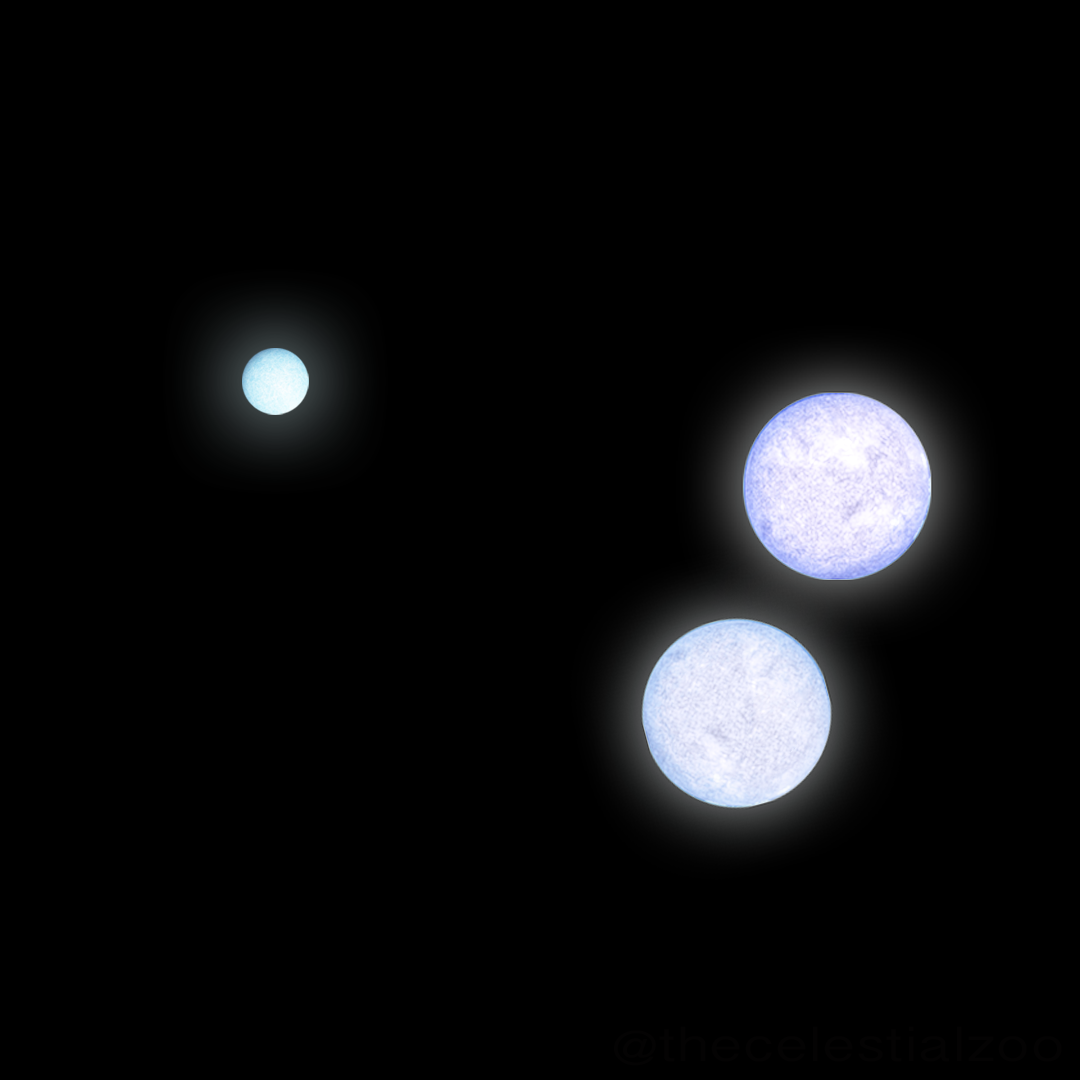
Hệ ba sao Beta Centauri (Hadar) trong chòm sao Bán Nhân Mã.

Sao siêu khổng lồ xanh (BSG) là những ngôi sao nóng, sáng, được gọi một cách khoa học là các sao siêu khổng lồ OB. Những ngôi sao này có độ sáng lớp I và quang phổ B9 hoặc cao hơn.
Các sao siêu khổng lồ xanh được tìm thấy ở phía trên bên trái của biểu đồ Hertzsprung–Russell, bên phải dãy chính. Chúng lớn hơn Mặt Trời nhưng nhỏ hơn sao siêu khổng lồ đỏ, với nhiệt độ bề mặt trong khoảng 10,000–50,000 K và độ sáng gấp khoảng từ 10.000 đến 1.000.000 lần độ sáng Mặt Trời.